# Radhakund
Radhakund è una suddivisione dell'India, classificata come nagar panchayat, di 5.889 abitanti, situata nel distretto di Mathura, nello stato federato dell'Uttar Pradesh.